# Guldknappen
Damernas värld Guldknappen är ett pris som har delats ut av Damernas värld sedan 1982. Priset ges till en svensk modeskapare för att främja svensk kläddesign. 2010 tillkom priskategorin Damernas värld Guldknappen Accessoar, och 2016 tillkom priskategorin Damernas värld Knappnålen som delas ut till en lovande designer. Mellan 2011 och 2016 delades även Damernas värld Guldknappen Läsarnas pris ut. Vinnarna får en äkta guldknapp med sina namn ingraverade skapad av silversmeden Bengt Liljedahl. Samtliga pristagare ingår i Nordiska museets permanenta samlingar.

## Pristagare
| År   | Guldknappen                                                      | Guldknappen Accessoar                             | Guldknappen Läsarnas pris (2011–2016) Knappnålen (från 2016)                              |
| ---- | ---------------------------------------------------------------- | ------------------------------------------------- | ----------------------------------------------------------------------------------------- |
| 1982 | Rohdi Heintz för Dixi Coat                                       |                                                   |                                                                                           |
| 1983 | Gunilla Pontén                                                   |                                                   |                                                                                           |
| 1984 | Lena von Essen och Nina Klangenberg för Maison du Pantalon       |                                                   |                                                                                           |
| 1985 | Linnéa Braun för X-it                                            |                                                   |                                                                                           |
| 1986 | Lena Liljegren för Getti Spa                                     |                                                   |                                                                                           |
| 1987 | Jytte Meilvang för Big is Beautiful                              |                                                   |                                                                                           |
| 1988 | Margareta Westberg för Tonnie Design                             |                                                   |                                                                                           |
| 1989 | Jytte Meilvang för Big is Beautiful                              |                                                   |                                                                                           |
| 1990 | Annika Warberg                                                   |                                                   |                                                                                           |
| 1991 | Mia Murray-Lindgren för Mio Maria Leone                          |                                                   |                                                                                           |
| 1992 | Anna Holtblad                                                    |                                                   |                                                                                           |
| 1993 | Marcel Marongiu                                                  |                                                   |                                                                                           |
| 1994 | Pernilla Forsman                                                 |                                                   |                                                                                           |
| 1995 | Lars Wallin                                                      |                                                   |                                                                                           |
| 1996 | Morgan Sundberg för Getti Spa                                    |                                                   |                                                                                           |
| 1997 | Filippa Knutsson för Filippa K                                   |                                                   |                                                                                           |
| 1998 | Nygårds Anna Bengtsson för Nygårdsanna                           |                                                   |                                                                                           |
| 1999 | Marielle Kerber                                                  |                                                   |                                                                                           |
| 2000 | Johan Lindeberg och Magnus Ehrland för J.Lindeberg               |                                                   |                                                                                           |
| 2001 | H&M:s designteam och chefsdesignern Margareta van den Bosch      |                                                   |                                                                                           |
| 2002 | Ylva Liljefors                                                   |                                                   |                                                                                           |
| 2003 | Sofia Gromark Norinder för Tiger of Sweden                       |                                                   |                                                                                           |
| 2004 | Jonny Johansson                                                  |                                                   |                                                                                           |
| 2005 | Carin Rodebjer                                                   |                                                   |                                                                                           |
| 2006 | Lars Nilsson för Nina Ricci                                      |                                                   |                                                                                           |
| 2007 | Ann-Sofie Back                                                   |                                                   |                                                                                           |
| 2008 | Karin Jimfelt-Ghatan för Odd Molly                               |                                                   |                                                                                           |
| 2009 | Carin Wester                                                     | [ 3 ]                                             |                                                                                           |
| 2010 | Ann Ringstrand och Stefan Söderberg för Hope                     | Efva Attling                                      |                                                                                           |
| 2011 | Kristina Tjäder, Karin Söderlind och Sofia Wallenstam för Dagmar | Triwa                                             | Ida Sjöstedt                                                                              |
| 2012 | Ulrika Bjercke och Christopher Bjercke för Hunkydory             | Maria Nilsdotter                                  | Josefine Olsson                                                                           |
| 2013 | Ulrika Lundgren för Rika                                         | Anna-Karin Karlsson                               | Valerie Aflalo                                                                            |
| 2014 | Roland Hjort för Whyred                                          | Angela Martarelli för The Case Factory            | Ida Sjöstedt                                                                              |
| 2015 | Nina Bogstedt för Filippa K                                      | Mikael Söderlindh och Viktor Tell för Happy Socks | Maria Westerlind                                                                          |
| 2016 | Nellie Kamras för Stand                                          | Cornelia Webb                                     | Valerie Aflalo (läsarnas pris), Freddie Larsson och Mathias Ranegie för LXLS (Knappnålen) |
| 2017 | Elin Kling och Karl Lindman för Totême                           | Maj-La Pizzelli och Jonas Clason för ATP Atelier  | Rebecca Björnsdotter                                                                      |
| 2018 | Malin Andrén för By Malina                                       | Fjällräven Kånken                                 | Selam Fessahaye                                                                           |
| 2019 | Haglöfs                                                          | Eytys                                             | Avavav                                                                                    |
| 2020 | BITE Studios                                                     | Susan Szatmáry                                    | Iggy Jeans                                                                                |
| 2021 | Remake Sthlm                                                     | Maria Nilsdotter                                  | Aajiya                                                                                    |
| 2022 | Teurn Studios                                                    | Nootka                                            | Emma Gudmundson                                                                           |
| 2023 | Lisa Yang                                                        | Swedish Stockings                                 | Main Nué                                                                                  |